# همفري ييتس
همفري ييتس (25 مارس 1883 في المملكة المتحدة - 21 أغسطس 1956 في جنوب أفريقيا) (بالإنجليزية: Humphrey Yates)‏ هو لاعب كريكت بريطاني وبريطاني (وحمل سابقاً جنسية المملكة المتحدة لبريطانيا العظمى وأيرلندا). لعب مع نادي مقاطعة هامبشاير للكريكت ‏.

## وصلات خارجية
- همفري ييتس على موقع إي آس بي آن كريك إنفو (الإنجليزية)